# 中国资源循环集团
中国资源循环集团有限公司（英語：China Resources Recycling Group），简称中国资环集团、中资环，位于天津市滨海新区中新天津生态城中新绿创园1号，2024年09月22日注册成立，法定代表人为刘宇。截至2024年10月，企业注册资本100亿元，由国务院国资委代表国务院履行出资人职责。
中国资源循环集团有限公司是唯一一家总部位于天津市的中央企业。

## 历史沿革
2024年上半年，中国资源循环集团已经开始筹备，总部拟设在天津市。中国资源循环集团的资产主要由相关央企的再生资源业务构成，相应央企已派出人员加入企业筹备组。中国宝武钢铁集团的废钢业务，中国石油化工集团的废旧塑料回收业务，中国铝业集团的再生铝、废铜等有望纳入该集团业务。
2024年7月5日，国务院常务会议研究支持天津滨海新区高质量发展的政策措施。
2024年9月22日，中国资源循环集团有限公司在天津市滨海新区市场监督管理局注册成立，所属行业为废弃资源综合利用业。2024年9月23日，国家发展改革委专题新闻发布会上，国家发改委副主任赵辰昕表示，支持组建中国资源循环集团，推动设立全国性、功能性资源回收利用平台。
2024年10月18日，中国资源循环集团举行成立大会，中共中央政治局委员、国务院副总理张国清出席会议，并传达了中共中央总书记习近平、国务院总理李强的指示和批示。
2024年10月，华润集团下属华润环保科技有限公司与中国宝武钢铁集团下属欧冶链金再生资源有限公司并入中国资源循环集团。
11月19日，国家发展改革委表示将指导中国资源循环集团设立全国性、功能性资源回收利用平台。
12月5日，中国资环集团子公司华润环保在深圳市盐田区投资3亿元成立中资环新能源循环利用科技（深圳）有限公司。

## 业务范围
2024年10月，华润环保科技有限公司与欧冶链金再生资源有限公司并入中国资源循环集团。
中国资源循环集团有限公司主要业务之一是新能源汽车的电池回收。

## 集团成员
- 华润环保科技有限公司
  - 中资环新能源循环利用科技（深圳）有限公司[9]
  - 新源劲吾（北京）科技有限公司
- 欧冶链金再生资源有限公司
- 中国资环先进技术研究院[11]
- 中国资源循环集团电池有限公司[12]
- 中国资源循环集团新能源科技有限公司[12]
- 中国资源循环集团有色金属投资有限公司[12]
- 中国资源循环集团绿色纤维有限责任公司[12]
- 中国资源循环集团机动车有限公司[12]
- 中国资源循环集团塑料再生有限公司[12]
- 中国资源循环集团设备资产有限责任公司[12]
- 中国资源循环集团电子电器有限责任公司[12]
- 中国资源循环集团绿色科技研究院有限公司[13]